# Aneura keniae
Aneura keniae là một loài rêu trong họ Aneuraceae. Loài này được Gola mô tả khoa học đầu tiên năm 1914.